# Dicentria vallima
Dicentria vallima är en fjärilsart som beskrevs av William Schaus 1906. Dicentria vallima ingår i släktet Dicentria och familjen tandspinnare. Inga underarter finns listade i Catalogue of Life.